# Antithèse
 (novembre 2020).
Si vous disposez d'ouvrages ou d'articles de référence ou si vous connaissez des sites web de qualité traitant du thème abordé ici, merci de compléter l'article en donnant les références utiles à sa vérifiabilité et en les liant à la section « Notes et références ».
L'antithèse (substantif féminin) est une figure de style qui consiste à rapprocher deux termes ou deux idées opposées.

## Exemples
- « Tout lui plaît et déplaît, tout le choque et l'oblige.
Sans raison il est gai, sans raison il s'afflige. » — Boileau, Satires
- « Paris est le plus délicieux des monstres : là, vieux et pauvre ; ici, tout neuf comme la monnaie d'un nouveau règne. » — Balzac, Ferragus[1]
- « Le laboureur des monts qui vit sous la ramée
Est rentré chez lui, grave et calme, avec son chien;
Il a baisé sa femme au front et dit: C'est bien.
Il a lavé sa trompe et son arc aux fontaines
Et les os des héros blanchissent dans les plaines. » — Victor Hugo
- « J'aime la liberté et languis en service, [...] Je n'aime point la cour et me faut courtiser... » — Joachim du Bellay
- « Nous ne voulons point troquer ce que tu appelles notre ignorance contre tes inutiles lumières. » — Diderot, Supplément au voyage de Bougainville, chapitre II (Les adieux du vieillard).
- « Ton bras est invaincu mais non pas invincible. » — Pierre Corneille
- « À vaincre sans péril, on triomphe sans gloire. » — Pierre Corneille
- « Je vis, je meurs ; je me brûle et me noie. » — Louise Labé
- « Il a l'air vivace et maladif. » — Victor Hugo Les Misérables
- « C'était un homme mort qui vivait encore » — Louis Caron Le canard de bois
- « Je suis au cœur du temps et je cerne l'espace. » — Paul Éluard L'amour la poésie
- « L'une est moitié suprême et l'autre subalterne. » — Molière L'école des femmes
- « Innocents dans un bagne, anges dans un enfer. » — Victor Hugo Melancholia
- « Et comme la multitude des lois [...], lorsque n'en ayant que fort peu, [...]. » — René Descartes
- « Je vis au milieu de l'éclat de la fortune, et je ne puis disposer d'un sou. » — Bernardin de Saint-Pierre Paul et Virginie
- « Tout vous est aquilon ; tout me semble zéphir. » — Jean de la Fontaine Le Chêne et le Roseau

## Définitions

### Définition linguistique
Figure d'opposition, l'antithèse se manifeste par le rapprochement de deux antonymes comme dans « Il y a une faiblesse de corps qui procède de la force de l'esprit, et une faiblesse d'esprit qui vient de la force du corps » (Jean Joubert, Pensées).
L'antithèse en effet est souvent formalisée par une symétrie entre les termes opposés, à travers des structures parallèles et équilibrées reposant sur la figure du parallélisme dit de construction, mais au sémantisme contradictoire. Les apologues des moralistes notamment ou des fables de Jean de La Fontaine ont montré ce rapport intime entre le parallélisme formel et l'opposition sémantique constituants la figure :

« Selon que vous serez puissant ou misérable,

Les jugements de cour vous rendront blanc ou noir »

Le fabuliste oppose ici un double parallélisme : de qualité d'abord, entre puissant et misérable, deux termes opposés, et de couleur, entre blanc puis noir, aboutissant à une formule péremptoire ayant valeur éternelle ou gnomique.
Cependant, la figure peut ne pas reposer sur une relation d'antonymie comme dans l'exemple :

« Car le jeune homme est beau, mais le vieillard est grand »

De même la simple juxtaposition peut ne pas être nécessaire pour constituer la figure, l'antithèse émanant davantage de la relation de sens entre les termes posés que de leur relation syntaxique ; en ce sens elle est très similaire à la métaphore, on a parfois dit qu'elle n'était qu'une « métaphore négative », ce qui n'est pas totalement fondé :
Elle déplie la lettre résolument et lit.

Madame, sous vos pieds, dans l’ombre, un homme est là

Qui vous aime, perdu dans la nuit qui le voile ;

Qui souffre, ver de terre amoureux d’une étoile ;

Qui pour vous donnera son âme, s’il le faut ;

Et qui se meurt en bas quand vous brillez en haut. »

Elle pose la lettre sur la table.
— Victor Hugo, Ruy Blas, II, 2
Ici aucune construction syntaxique ne pose l'antithèse, qui émane d'une image impossible : la comparaison faite entre un ver de terre et l' étoile. La force de l'antithèse émane alors du contraste sémantique (Patrick Bacry[réf. incomplète]) entre les deux termes fonctionnant comme deux polarités même si, parfois la thèse est implicite comme dans cette expression de Henri Michaux « Ce n'est pas en semant qu'on devient forgeron ».
On peut donc distinguer finalement deux types d'antithèses (à la manière de la métaphore) :
- l'antithèse explicite où les deux termes opposés sont formulés
- l'antithèse implicite où l'un des deux termes manque

En rhétorique et en philosophie elle permet la mise en présence de concepts contraires. À ce propos on parle plus volontiers, à la suite des pythagoriciens qui opposaient le Bien au Mal, le Vrai au Faux, l'Humide au Sec, etc., d'énantiose. Le terme a néanmoins disparu ; il désigne étymologiquement la "contrariété", d'après un substantif grec dont le sémantisme renvoie à l’idée de face à face, d’opposition et de contradiction, une réalité proche de celle de l'antithèse. Plus strictement, l'énantiose décrit chacune des dix oppositions fondamentales des pythagoriciens comme "le bien et le mal" par exemple, en philosophie.
Certaines antithèses frappantes reposent sur une image paradoxale, on parle alors plus volontiers d’image antithétique, plutôt que de réelle antithèse syntaxique comme dans ce mot de Mozart :
« La mort est la meilleure amie de l'homme ».

### Définition stylistique
L'antithèse vise de nombreux effets de style, en premier lieu la mise en relief des termes de sens différents. Le jeu sur les champs sémantiques ou lexicaux permet en effet un vaste spectre d'images. En ce sens l'antithèse est souvent vue comme proche de la métaphore car elle suggère des images poétiques. Son effet premier reste néanmoins l'opposition sémantique de deux termes et que réalise l'exemple de Pierre Corneille « Ton bras est invaincu, mais non pas invincible » et qui joue sur la proximité étymologique (via la figura etymologica et sonore des deux termes pourtant de sens opposés).

L'antithèse permet enfin de mettre au jour toute la dualité d'une idée ou d'une situation. C'est ainsi que Victor Hugo l'emploie. Admiratif de William Shakespeare, il annonce que 

« l'antithèse de Shakespeare c'est l'antithèse universelle ; toujours et partout, c'est l'ubiquité de l'antinomie »

, formulant ainsi tout le pouvoir de cette figure métaphysique pour lui, seule apte à décrire les paradoxes, ce que relève Marcel de Grève dans le Dictionnaire International des Termes Littéraires : « l’antithèse est une espèce de court-circuit provoqué par l’élision d’une comparaison ».
On rapproche souvent l'antithèse de l'oxymore, autre figure de l'opposition sémantique. Cependant cette dernière est bien autonome par rapport à l'antithèse ; en effet l'oxymore ne met en présence que deux termes formant un groupe, indépendamment de toute relation syntaxique reposant sur un parallélisme.
De même, il ne suffit pas qu'il y ait contradiction pour que l'antithèse soit consommée. Daniel Bergez, Violaine Gérard et Jean-Jacques Robrieux dans leur Vocabulaire de l’analyse littéraire sont contre l'idée de voir une quelconque antithèse dans le titre du roman de Stendhal Le rouge et le noir, il s'agit juste d'une opposition symbolique.
Cette notion aboutit néanmoins à une utilisation populaire de l'antithèse, prise dans un sens large : « Ce qui constitue l'opposé, l'inverse de qqch, de qqn », fréquente lorsque l'on compare deux personnes ou deux faits opposés, souvent à des fins comiques ou satiriques.

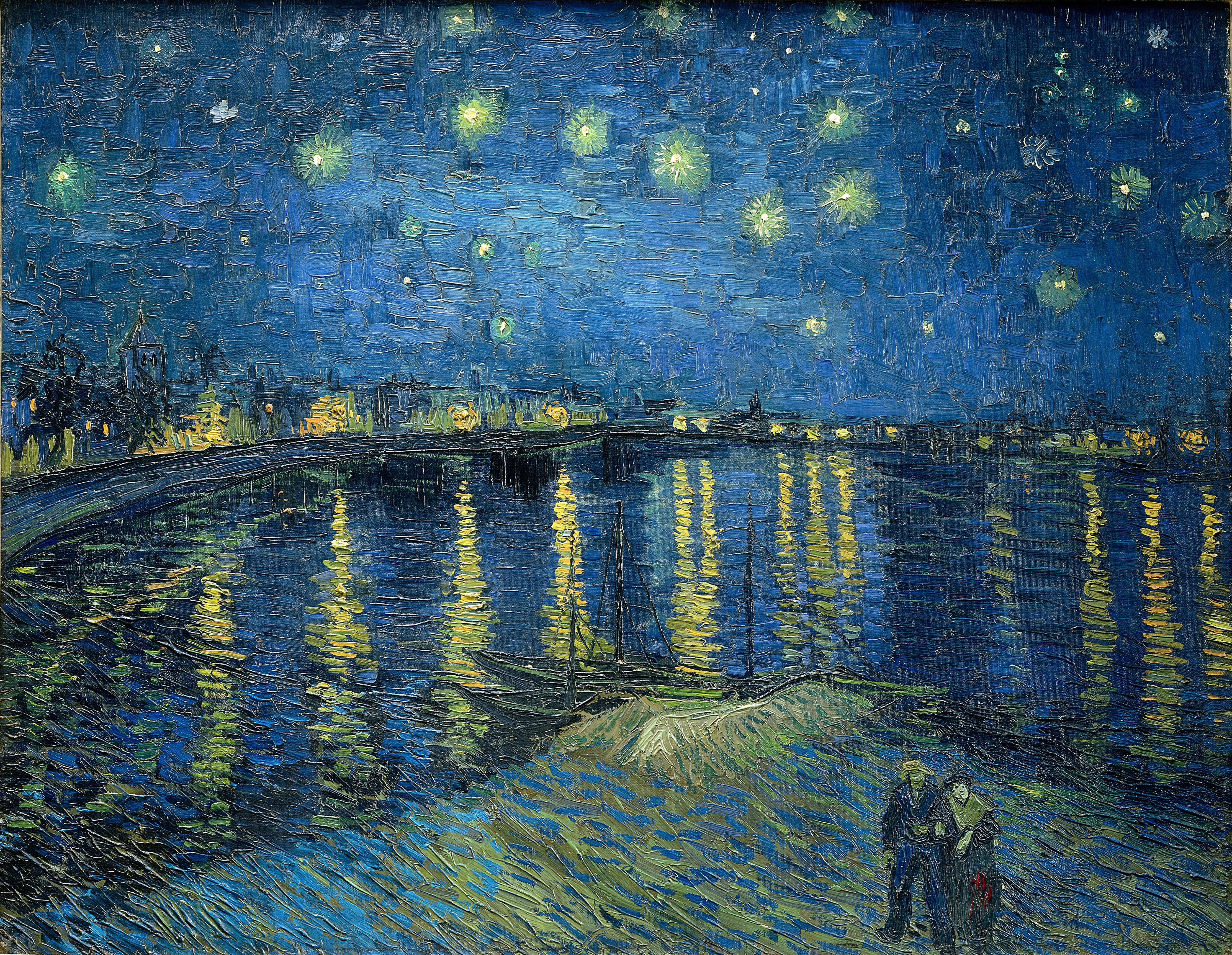
Van Gogh: Nuit étoilée sur le Rhône

### Genres concernés
En Grèce, le sophiste Gorgias y recourait systématiquement. Aristote la codifia ensuite dans sa Rhétorique, les deux membres d’une phrase devant être antithétiques, quand, dans chacun des deux membres les contraires sont opposés ou quand le même mot est joint au contraire. Aristote y voit le fondement de toute argumentation.
Dans l’Antiquité latine, Cicéron, mais aussi Virgile et Horace la déploient sur des pages entières. Essentiellement une figure rhétorique, employée par les orateurs, l'antithèse devient ensuite à la Renaissance un procédé récurrent de la poésie amoureuse et lyrique avec les poètes de La Pléiade et Pétrarque. Les antithèses du feu et de la glace, du soleil et de la pluie, de la chaleur et du froid, voire du chaud et du gel, du jour et de la nuit, de la lumière et de l’obscurité, du rire et des pleurs, de la vie et de la mort sont parmi les topos les plus employés.
Le baroque l'utilise afin de révéler la profonde dichotomie qui forme la réalité. Les moralistes ensuite forment leurs argumentations sur ses ressources rhétoriques afin d'explorer les concepts métaphysiques comme le "vrai" ou le "faux".
Les dramaturges recourent enfin à l'antithèse, le premier étant William Shakespeare dans Hamlet et que marque le célèbre monologue du héros éponyme à la scène I de l’Acte III : « To be or not to be ».
En poésie, elle facilite la confection des périodes. Grâce à la structure binaire et équilibrée de l’alexandrin en effet (avec la césure à l’hémistiche), l'antithèse poétique accueille son heure de gloire, notamment chez Pierre Corneille et chez Jean Racine, auteurs dont les tragédies ne peuvent se passer de la figure pour formuler les dilemmes de la condition humaine. L'antithèse est alors souvent employée pour dramatiser les tirades et échanges entre actants comme ici entre le père de Chimène et Rodrigue, le Cid :
Es-tu si las de vivre?

As-tu peur de mourir?
Ou encore :

« Tout le chœur chante. Ô promesse ! ô menace ! ô ténébreux mystère !/ Que de maux, que de biens sont prédits tour à tour !/ Comment peut-on avec tant de colère/Accorder tant d’amour ? »

— Athalie

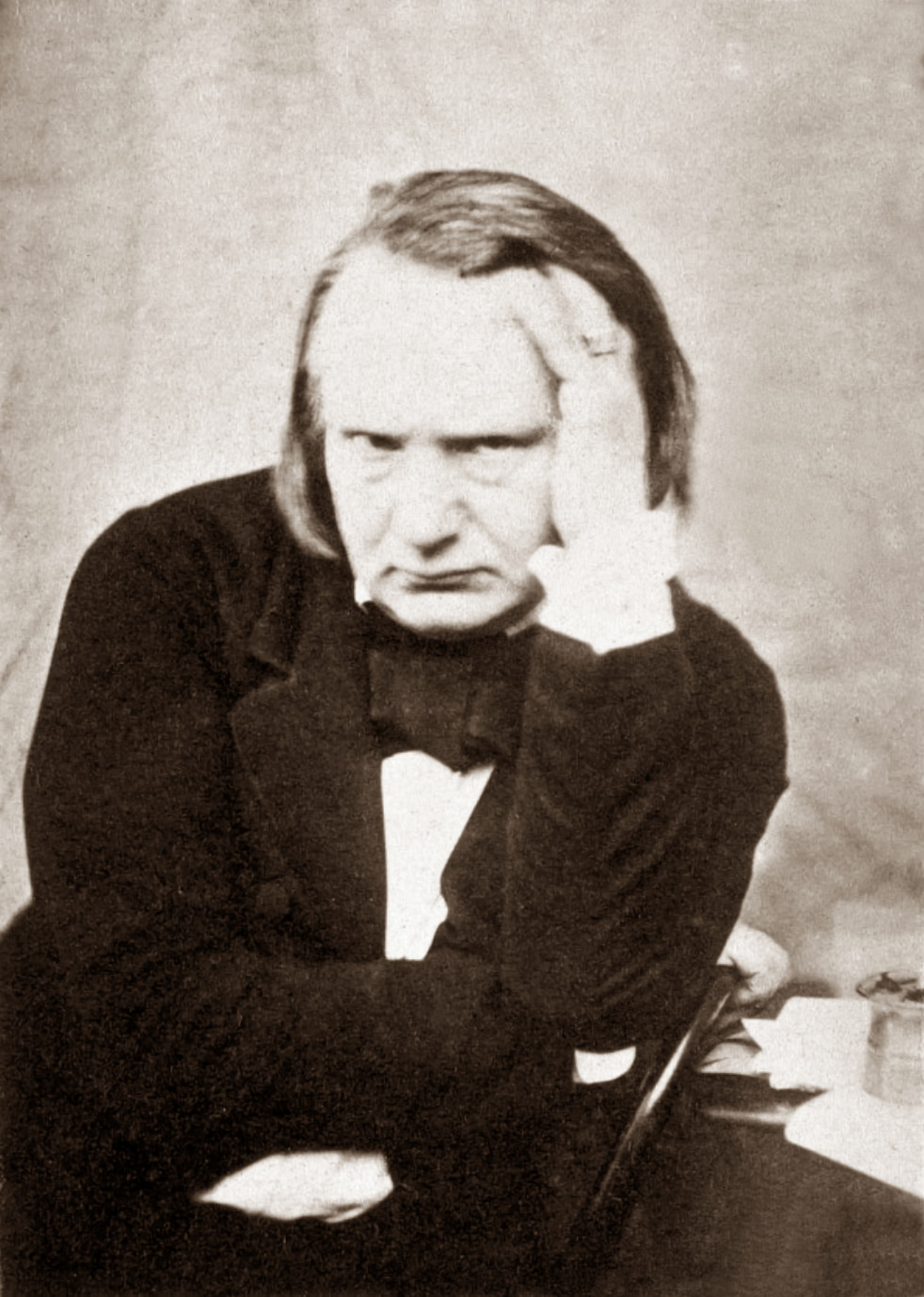
Victor Hugo, maître de l'antithèse romantique

La poésie emploie surtout l'antithèse. Les romantiques et en premier lieu Victor Hugo, déclaré "maître incontesté de l'antithèse" (Michel Pougeoise), en fait son principe esthétique, surtout en la renforçant par des métaphores frappantes :
et dehors, blanc d'écume,

Au ciel, aux vents, aux rocs, à la nuit, à la brume,

Le sinistre Océan jette son noir sanglot
— La Légende des siècles
Hugo oppose ici le blanc de l'écume au noir comparé à la dépression et à la nuit de l'océan, au moyen d'une hypallage constituée de noir sanglot. L'esthétique antithétique de Hugo permet de réunir en une image les opposés, les qualités « Les deux autres hommes étaient, l'un une espèce de géant, l'autre une espèce de nain (Quatre-vingt-treize) comme les conditions sociales » ; « Il fait un peu l' aumône, il fait un peu l' usure » (Le Soutien des Empires) ; l' usure renvoyant à l'état d'usurier, celui qui vit de l'intérêt financier, opposé au pauvre et au misérable qui fait l'aumône.
Ses descriptions enfin en sont parsemées, donnant à ses textes un dynamisme et une suggestion métaphysiques.
Au XXe siècle, des auteurs comme Raymond Queneau jugent l’antithèse artificielle ; dans ses Exercices de style il pousse à l'absurde la figure, la parodiant par là « Ce n’était ni la veille, ni le lendemain, mais le jour même. Ce n’était ni la gare du Nord, ni la gare de Lyon, mais la gare Saint-Lazare ». Les surréalistes en effet, et plus tard les tenants du Nouveau Roman l'utilisent moins systématiquement. Blaise Pascal, déjà s'en montrait méfiant, y voyant un tour sophiste « ceux qui font les antithèses en forçant les mots comme ceux qui font de fausses fenêtres pour la symétrie : leur règle n’est pas de parler juste, mais de faire des figures justes » (Pensées, Préface générale).

## Historique de la notion
La Bruyère, dans Les Caractères (55, IV, Des ouvrages de l'esprit) définit l'antithèse comme : une « opposition de deux vérités qui se donnent du jour l'une à l'autre », reprise dans Le Grand Robert, dictionnaire de référence. Pour Marmontel « la plupart des grandes pensées prennent le tour de l'antithèse, soit pour marquer plus vivement les rapports de différence et d'opinion, soit pour rapprocher les extrêmes ».
Pour Pierre Fontanier dans Les figures du discours la figure antithètique reste une opposition d'arguments « [...] Au reste, il ne faut pas prendre pour Antithèse toute façon quelconque d’exprimer une opposition d’idées : ce serait singulièrement se tromper. L’Antithèse exige, dit Laharpe, que les tournures se correspondent en opposant les idées [...] ».
Pour Albalat, qui lui consacre un chapitre entier dans son ouvrage La Formation du style, elle est « la clef, l'explication, la raison génératrice de la moitié de la littérature française, depuis Montaigne jusqu'à Victor Hugo », la propulsant au rang des figures non seulement les plus utilisées mais également à la dimension macrostructurale (agissant au-delà de la phrase).

## Domaines transverses

### Scolaire
Un plan classique de dissertation est dit dialectique et abrite une antithèse, moment où l'on expose les contre arguments dans un raisonnement objectif.

### Bande dessinée
L'antithèse est une figure très visuelle, qu'utilisent notamment les Arts graphiques. Ainsi dans Astérix, le civilisé est souvent opposé au barbare.